# ベステル
ベステル（Vestel）はトルコに本社を置く電機メーカー。

## 概要
1984年、トルコのマニサに設立された家庭用電化製品の製造会社で、イスタンブールにあるゾルル・ホールディングのエレクトロニクス子会社。
製造するテレビは、東芝、日立、ポラロイド、JVC、ブッシュ、アルバなどのブランド名で販売されている。また、欧州市場では大きなシェアを占めており、2006年現在、800万台以上を販売し、ヨーロッパ市場の4分の1を占めている。子会社には、ヴェストフロストと、ルクソールがある。2014年、スマートフォン市場に参入した。